# Haus Opheim
Das Haus Opheim lag im Wurmtal, an der L 42, zwischen Schloss Leerodt und dem Ortsteil Kogenbroich der Stadt Geilenkirchen im Kreis Heinsberg in Nordrhein-Westfalen.

## Geschichte
Ein Dietrich von Opheim wurde in den Jahren 1429 und 1444 erwähnt, ein Arnold von Opheim 1477. Im Jahre 1520 waren ein Arnold von Wachtendonk und 1563 ein Jacob von der Heyden-Belderbusch Besitzers des Gutes. Jacob war vermählt mit Anna von Horrich, deren Mutter Christina von Wachtendonk war. Sein Sohn Wilhelm verkaufte das Gut im Jahr 1606 an die von Leerodt, in deren Besitz es seitdem blieb.

## Gebäude
Bei dem Anwesen handelte es sich um eine auf das 15. und 16. Jahrhundert zurückgehende dreiflügelige Anlage, die von einem doppelten Grabensystem umgeben war. Um 1900 war von Haus Opheim noch ein Rest des ehemaligen Gebäudebestands vorhanden, aber heute ist es nichts mehr existent. Anhand der Geländebeschaffenheit können jedoch sowohl das einstige Grabensystem als auch die Lage der Gebäude erkannt werden.